# Чемпіонат Швеції з футболу 1909
Svenska Mästerskapet 1909 — чемпіонат Швеції з футболу. Проводився за кубковою системою. У чемпіонаті брали участь 26 клубів. 
Чемпіоном Швеції став клуб «Ергрюте» ІС.

## Півфінал
10 жовтня 1909 «Ергрюте» ІС (Гетеборг) — ІФК Уппсала 5:1
10 жовтня 1909 «Юргорден» ІФ (Стокгольм) — ІФК Норрчепінг 6:0

## Фінал
17 жовтня 1909 «Ергрюте» ІС (Гетеборг) — «Юргорден» ІФ (Стокгольм) 8:2